# 陈叔红
陈叔红（1952年1月—），男性，中共党员，湖南湘潭人，中华人民共和国政治人物。中共十七大代表，曾任湖南省人大常委会副主任、党组成员。

## 生平
1972年1月加入中国共产党。清华大学人文社会科学学院专门史专业历史学硕士。历任共青团衡阳市委副书记、书记，湖南省团委副书记、省青联副主席；郴州地区行署副专员，1990年8月出任中共郴州地委副书记兼郴州市 (县级市)党委书记。
1992年后，陈叔红回到家乡湘潭市，先后担任该市党委副书记、市人民政府市长、市委书记。湖南省计划委员会副主任，省对外经济贸易委员会主任，省对外贸易经济合作厅厅长等职。2003年2月任湖南省发展计划委员会主任，同年12月，湖南省政府机构改革后，陈氏担任新成立的湖南省发展和改革委员会党组书记、主任。
2008年1月，陈叔红当选湖南省人民代表大会常务委员会副主任。2012年11月，他被中南大学商学院聘请为兼职教授。